# Nomada fukuiana
Nomada fukuiana là một loài Hymenoptera trong họ Apidae. Loài này được Tsuneki mô tả khoa học năm 1973.